# Jean-Pierre Changeux
Jean-Pierre Changeux (ur. 6 kwietnia 1936 w Domont) – francuski neurobiolog. Profesor w Collège de France (od 1975) i Instytucie Pasteura (od 1974), dyrektor laboratorium neurobiologii molekularnej w Instytucie Pasteura (2002).

## Książki
- Jean-Pierre Changeux. (2008) Du vrai, du beau, du bien : Une nouvelle approche neuronale
- Jean-Pierre Changeux; Stuart Edelstein. (2004) Nicotinic Acetylcholine Receptors: From Molecular Biology to Cognition
- Jean-Pierre Changeux. (2002) L'homme de verite
- Jean-Pierre Changeux; Paul Ricœur. (1998) Ce qui nous fait penser
- Jean-Pierre Changeux. (1994) Raison et plaisir
- Jean-Pierre Changeux; Alain Connes. (1989) Matière à pensée
- Jean-Pierre Changeux. (1983) L'homme neuronal